# マジックミラー号

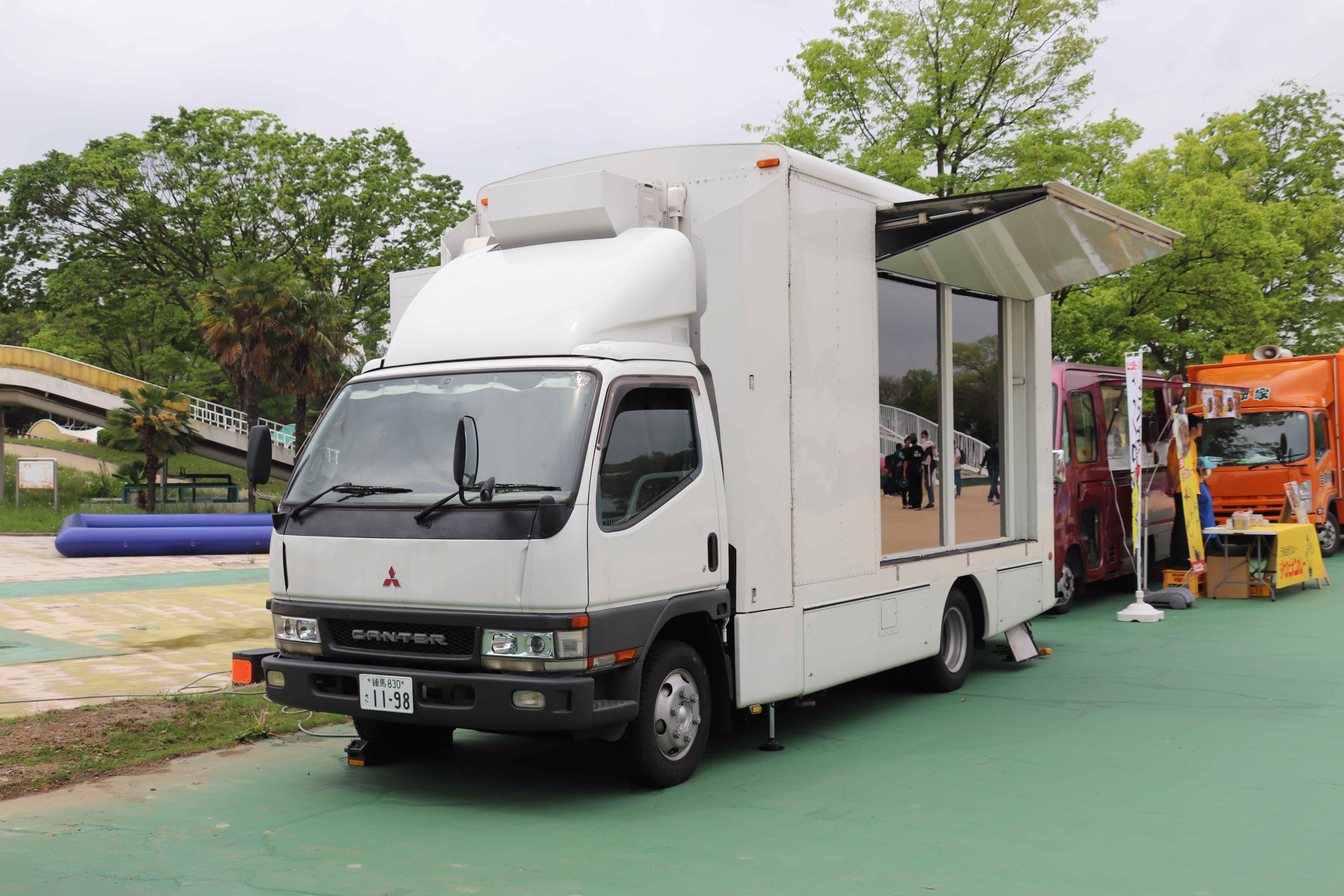
2024年4月撮影。側面が鏡面になっている。

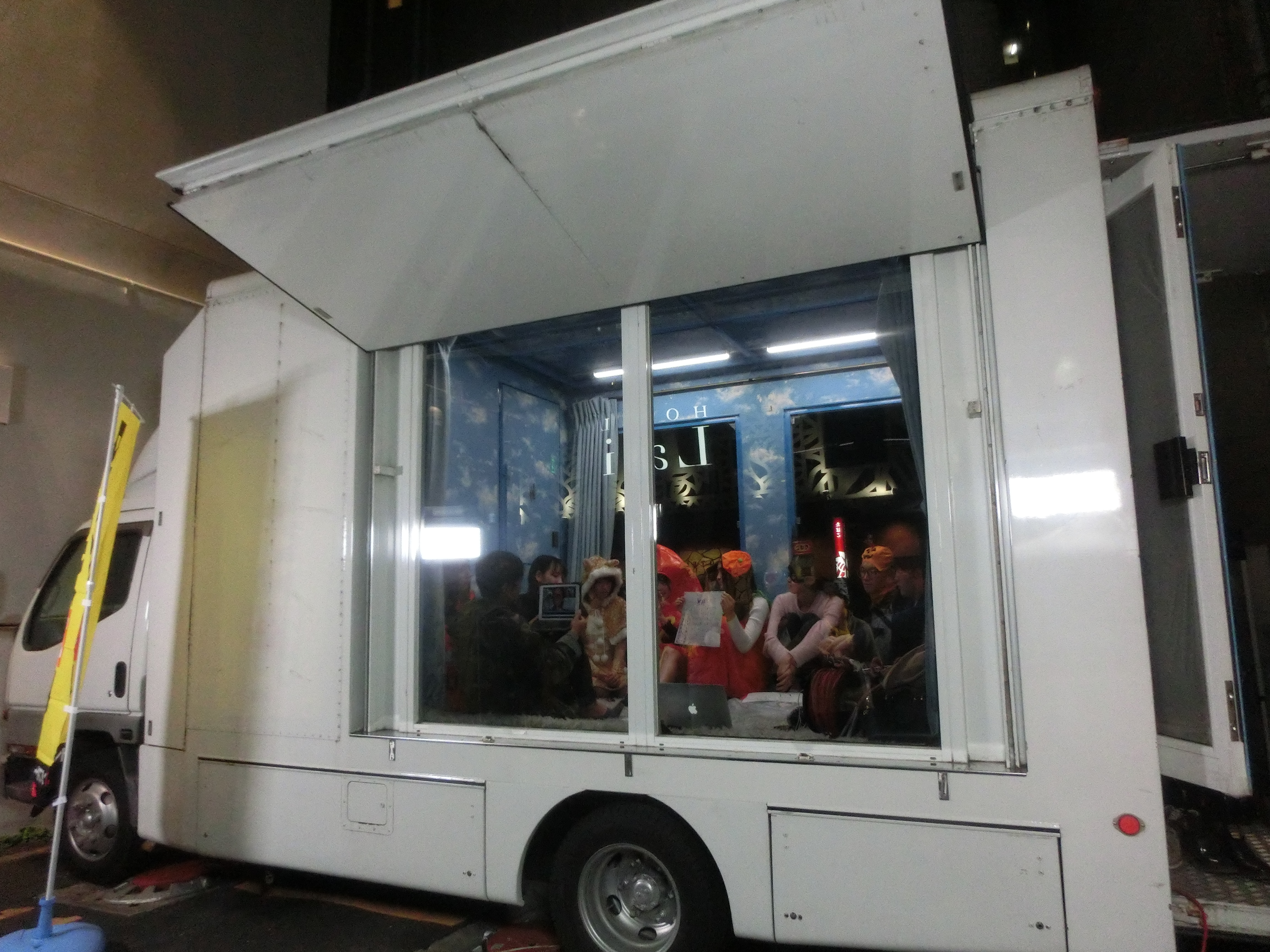
2018年10月撮影。夜は側面が透け、内部が見える。

マジックミラー号（マジックミラーごう）は、ソフト・オン・デマンドが製作したアダルトビデオ撮影用の移動スタジオ。およびこの車両を使用した映像作品。「MM号」と略される場合もある。
マジックミラー号の商標権は、ソフト・オン・デマンド株式会社が所有しており（登録商標 第4746722号）、2016年10月発売よりディープスからリリースされている「顔出し！マジックミラー号」シリーズは「ザ・マジックミラー」、「マジックミラー便」へ名称が変更された。

## 概要

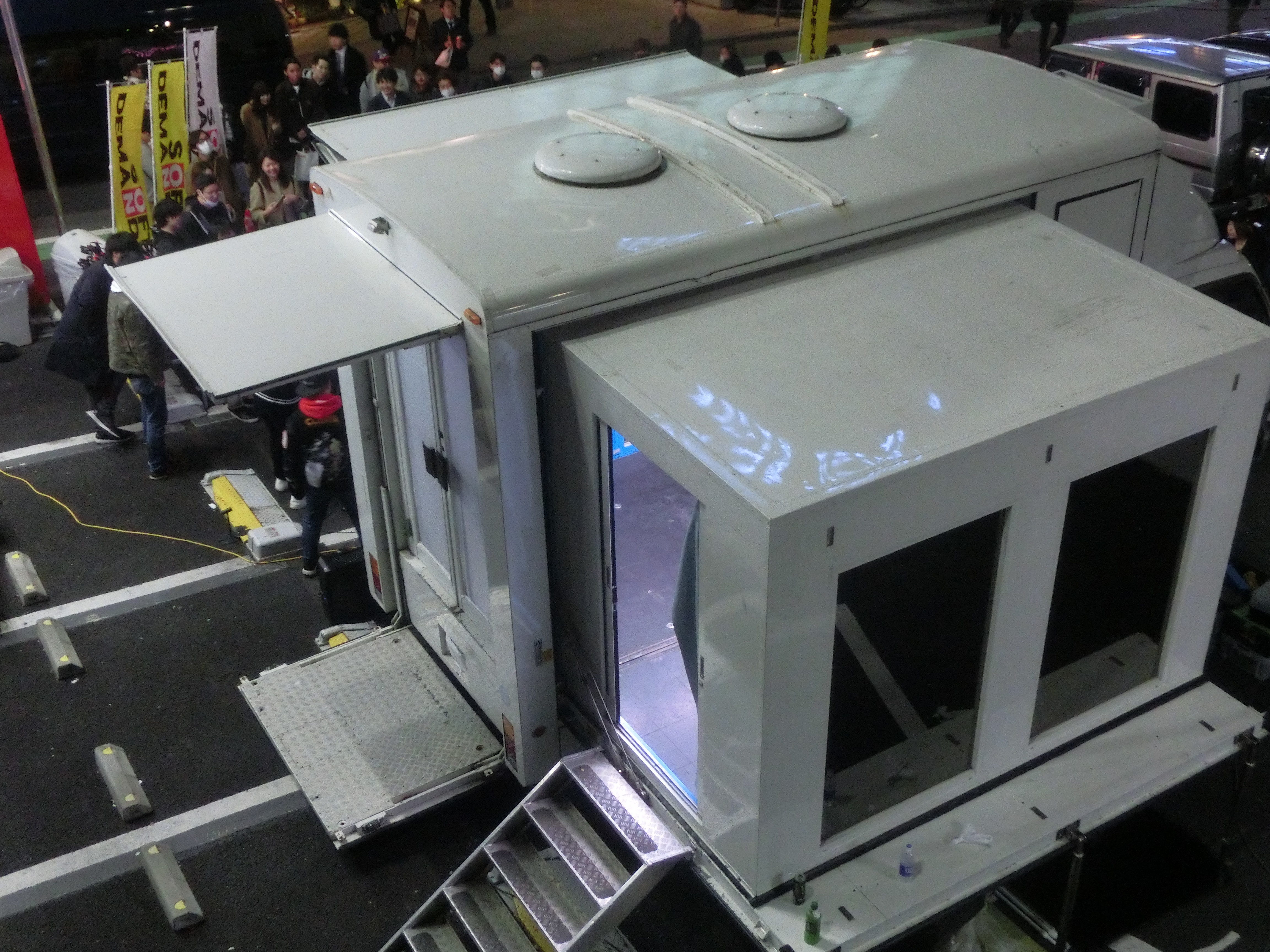
上から見たマジックミラー号。スタジオモードでは車体が引き出され、拡張しているのがわかる。（2019年3月、渋谷イベント）

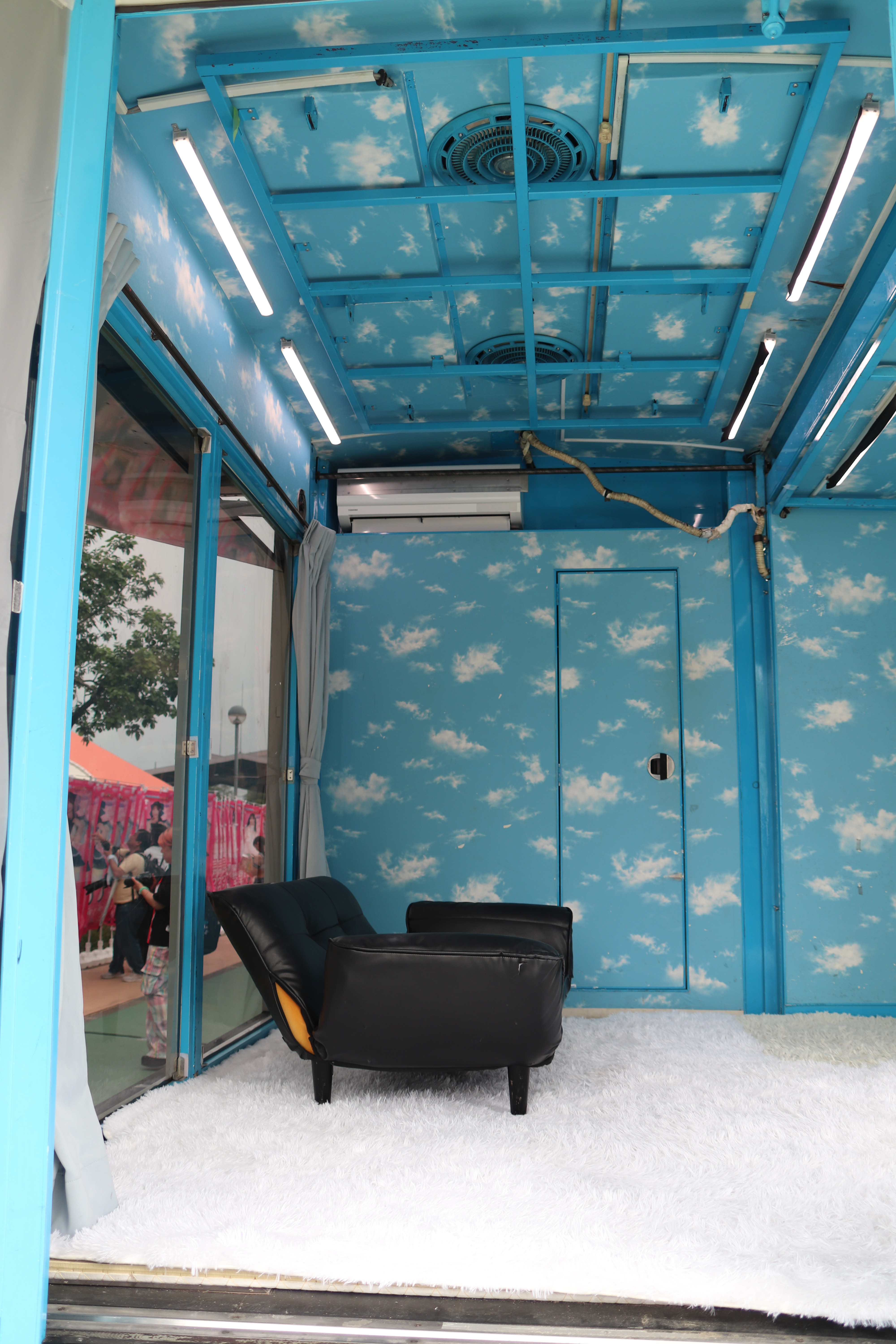
青空が描かれた特徴的な内装。

トラック（6代目三菱ふそう・キャンターベースのキャンピングカーを改造したもの）の荷台が一面マジックミラーによって囲われており、外から見ると一見ただの鏡にしか見えないが、中から見ると外が丸見えになっており、そこで脱ぐ事であたかも路上で脱いでいるように見える。そのためナンパしてきた素人の女性をただ脱がす事以上に恥じらいを演出できる。初期の作品では裸になった素人女性が通行人に見られているかのように思わせる演出が行われていた。なおマジックミラーの特性上、夕方や夜といった「太陽光が少ない状態」では外から見えてしまうため、その時間帯の撮影はカーテンが閉められる。
元テレビマンでもある高橋がなりが、テレビ番組のコーナーをヒントに考案。当初はマジックミラーを使った「露出モノ」の企画だったが、そこに「ナンパ」という要素を組み入れ、マジックミラー号は誕生した。総製作費は約5000万円。
車体は、通常は普通のトラックの状態だが、撮影時には運転席側に張り出し部（アウトリガー）を展開し、そこに荷台（カプセル）を押し出すことで部屋を拡張する。構造が複雑であるため、SOD社内でもMM号を運行できるのは整備士等の資格を持つ2名のみ。室内は約6畳の広さがある上にエアコンやシャワー室も付いており、実際に中を見学した人間からは「普通に住める」とも評されている。またマジックミラーは助手席側に設けられているが、こちらも通常は跳ね上げ式のシャッター（ウィング）で隠されており、撮影時のみ開けられる。室内の壁紙は年1回貼り替えを行う。
車両重量は車体が約3.5トンに対して架装部が約4～5トンあり、初期には車体が傾くトラブルなどが発生しているほか、タイヤへの負担も大きいため「一度の撮影で2回タイヤがバーストした」こともある。このためタイヤの管理には特に気を使っているという。

## 歴史
背景として、SODの企画作品「地上20メートル空中ファック」（1996年）が惨憺たる売上に終わり、資金が尽きかけた同社がナンパもの作品に活路を見出したことがあり、高橋がなりがテレビ時代にマジックミラーを利用したバラエティ作品を手掛けていた経験を生かして発案したとされている。
1996年に、マジックミラー号を使った第1号作品「爆走マジックミラー号がイク」がリリースされる。サダージ深野やマメゾウ（のちの久保直樹）などが中心となり、ソフト・オン・デマンドの素人ナンパものの看板シリーズとして名を上げた。初代車両の初期は水玉模様の外装であったが、人だかりができるようになったため3作目より白に塗りかえられた。この時期はトラック自体は撮影の度に借りており、荷台に乗せるボックス部分のみだった。
1997年に女優側が成人式や入学式に赴き素人男性をナンパする『逆ナンパ』シリーズが開始。のちの女優×ミラー号シリーズにも発展する爆発的なヒット作となる。1998年より機動力を生かし、振袖ナンパ編や、成人式晴れ着で野球拳編、湘南ビキニ編、私をスキーに連れてって編。さらに京都・大阪・神戸をめぐる三都物語編などをリリース。同年には女流監督・菅原ちえがデビューし『ウブな女のちんちん研究』、『初めてのDeepKiss』がヒット。
1999年よりマジックミラー号は、この年に設立されたディープスに移行、マメゾウの後継者としてパンチが二代目として監督を引き継ぎ、ハイパーマジックミラー号として活躍を続けている。また、ソフト・オン・デマンドでもマジックミラー号作品を定期的にリリース。2000年には『マジックミラー号逆ナンパ編14』がSOD年間売り上げ1位を記録。2001年には撮影スペースが拡充する2代目マジックミラー号が誕生。当時は『スーパーマジックミラー号』『マジックミラー号21』『新型マジックミラー号』など作品ごとに別の呼称となっていた。
誕生以来、何度も改造が行われ、撮影スペースであるミラーボックスを拡充していったが、ついには路上駐車が困難なまでに車体が大型化したため、2009年にはマジックミラー号を小型化した「マジックミラー便（MM便）」が製作されている。これとは別に、2004年には「マジックミラー号ちびQ」なる物も製作されているが、こちらは軽トラックや手押し台車に乗せて運ぶことができる、マジックミラーで囲まれた箱であり、自力での移動能力を持たない。
一時売上が低迷した時期もあったが、後にいわゆる「寝取られもの」へMM号が利用され、それが「単体デビューでもなかなか1万本いかないって時代に、2万本の大台を超えていきました」という高い売上を記録したことで復活につながった。
現在は道路交通法上の理由で繁華街等での路上撮影が困難な為、マジックミラーでの演出については形骸化している部分もある。実際マジックミラー号が有名になりすぎたため、撮影をしていると野次馬がどこからともなく集まってきてしまうといい、「人が写り込むとVTR的に使えなくなってしまう」ため、2021年時点では新作の撮影が難しくなっているとされた。
2019年1月には元TVバラエティ制作者・小林ソーランによる“密室だと思っていたらすべて周囲から見られていた”という『逆転マジックミラー号』シリーズがSODクリエイトから発売開始された。
芸人のリップグリップ岩永は、『マジックミラー号』作品は継続的に出ているものの、2025年時点では有名になり過ぎてしまったが故「外から見られてしまうかも」という羞恥を生かした作品は減少していると分析。外に抜けた景色があるということ生かし春は振袖、夏は水着女子、秋はアスリート、冬はゲレンデなど「春夏秋冬を楽しむ」作品となっており、車の使い方としては「ラブホ的な場所」へと作品の位置づけの変容を指摘している。
25周年作品として2021年12月に制作された『マジックミラー号からの脱出』シリーズ（レミレミ・ニューワールド監督）では岩永の指摘の通り「セックスしないと脱出できない」閉鎖された箱として使用されており、2025年5月26日週FANZA動画フロアランキングにおいて、『マジックミラー号からの脱出！7 LIKEとLOVEの違いが分からない18歳応援SP！制限時間100分でSEXしないと脱出できないマジックミラー号に、絶対にヤってはイケない関係の2人を閉じ込めたら…禁断のSEXをしてしまうのか！？』（SODクリエイト）が初登場6位にランクインするヒット作となった。
既に2代目の導入から20年以上が経過しているが、2022年のインタビューで同社は「機関部は好調であと10年は大丈夫そう」「架装部は雨漏りなどの問題は出ているものの、年1回ペースで大規模修繕を行い状態を維持している」と答えている。むしろ問題は運行担当者の後継者がいないことだという。また3代目の製作については、アイデアは社内でいくつか出ているものの、具体的な計画立案までは至っていないとしている。
2022年時点でマジックミラー号のタイトルが付せられたアダルト・ビデオ作品の総発売本数は1473本。乗車した人数は延べ8000人を超え、総走行距離は地球25週分(約100万キロ）。

## その他
- テレビ朝日系列で放送されているバラエティ番組『アメトーーク!』では、ケンドーコバヤシがくくりトーク企画の一つとして「マジックミラー号芸人」をプレゼン大会に持ち込んだことがあり（2009年10月29日放送分）、実際に同番組のDVD第7巻 - 第9巻の購入特典として「マジックミラー号芸人」が収録されるなど、お笑い芸人の中にも本企画のファンは多い。
- 車体の老朽化の為、2014年に引退し廃車となる予定[17]というAV男優のツイートでファンから惜しまれていたが、スタッフからの間違った情報を受け取っただけで、実際は修理中であり[18]、2014年夏には復活し再び撮影に使われた[19]。
- 2015年のテレビアニメ『下ネタという概念が存在しない退屈な世界』の放送事前特番がマジックミラー号で収録されている[20]。
- 2015年のエイプリルフール企画として、内装をリフォームしたこの車を賃貸物件として提供するサイトのページが公開されている[21]。
- 2015年発売の瑠川リナ出演作で故障した。
- 2017年には1/12スケールのミニカーとして商品化された[22][23]。
- 2018年には毎日放送ごぶごぶに登場し、車内で浜田雅功とゲストのYOUでロケが行われた。
- 2021年には誕生25周年を記念し、お笑いコンビの鬼越トマホークがマジックミラー号公式PR団長に就任した[24]。同年にはヨシモト∞ホールでマジックミラー号をテーマにしたネタ限定のお笑いライブ『まっ昼間のマジックミラー号グランプリ』を開催。ジェラードンが優勝し、披露したネタを題材にした作品が製作されることとなった[25]。
- グッズとして「マジックミラー号ご乗車記念」タオルがある[26]。
- 2022年3月22日、プロレス団体「P.P.P.TOKYO」とSODのコラボレーション興行『The Ecstasy Carnival～恍惚の宴～』にて、マジックミラー号生誕25周年記念覆面レスラー「マジックミラー号マスク」がデビュー[27]。その正体は、同年2月24日に行われた『SOD“WRESTLE”LAND』で初代襲名権争奪戦を勝ち取り、公式アンバサダーのしみけんに“男魂”を注入された大和ヒロシである[28]。
- 2022年5月にはゲーム『アイ・アム・マジカミDX』とのコラボが実施され、アイ・アム・マジカミDXのキャラがマジックミラー号で撮影するストーリーを閲覧できる。
- 2022年現在、主に東京都内で「マジックミラー号をパロディ化した軽トラックカスタムカーのレンタルサービス」として、スズキ・キャリイをベースとした「マジックミラーカー（MMカー）」をレンタルするサービス事業者が存在する[29]。2022年5月には同事業の代表者が「マジックミラーカー」の商標を出願したものの、同年10月に拒絶査定を受けたが、その際に特許庁が「マジックミラー号」の商標が周知商標であると判断したことが話題となった[16]。
- 2022年5月、東京・五反田のホテル「Hotel SARA GRANDE」内に、SOD公認でマジックミラー号の部屋内部を模した「マジックミラー号ルーム」がオープンした[30]。
- 2023年11月、AIイラスト投稿サイト「chichi-pui」にて、コラボ企画『マジックミラー号 in chichi-pui』が開催。同サイト上にて配布されるマジックミラー号の公式LoRAモデル（追加学習データ）を使用した投稿作品のコンテストとなる[31]。
- 2023年11月26日、アダルト動画配信プラットフォーム「withny」の主催するメタバースイベント『withny Festa』にて、SODがマジックミラー号内部を模したワールドを出展した[32]。
- 2025年8月、中野セントラルパーク（東京都中野区）で開催された中野駅前大盆踊り大会前夜祭では同イベントにマジックミラー号を展示したことから住民から批判が相次ぎ、公園などを管理している中野区役所と東京建物は主催者に抗議文を送付する事態になった[33][34]。

## 関連書籍
- わが青春のマジックミラー号 AVに革命を起こした男（2016年12月8日、イーストプレス）久保直樹（マメゾウ）